# Сельское поселение Токмакла
Сельское поселение Токмакла — муниципальное образование в Челно-Вершинском районе Самарской области.
Административный центр — село Токмакла.

## География
Находится в северной части Самарской области, на западных отрогах Бугульмино-Белебеевской возвышенности, в пределах Высокого Заволжья, в лесостепной зоне.

### Климат
Климат характеризуется как умеренно континентальный, с холодной малоснежной зимой и жарким сухим летом. Среднегодовая температура воздуха — 3,4 °С. Средняя температура воздуха самого тёплого месяца (июля) — 19,4 °C (абсолютный максимум — 42 °C); самого холодного (января) — −13 °C (абсолютный минимум — −47 °C). Среднегодовое количество атмосферных осадков составляет 498 мм, из которых 339 мм выпадает в период с апреля по октябрь. Снежный покров держится в течение 151 дня.

## Административное устройство
В состав сельского поселения Токмакла входят:
- посёлок Берёзовка,
- село Токмакла.

## Население
| 2010 | 2012 | 2013 | 2014 | 2015 | 2016 |
| ---- | ---- | ---- | ---- | ---- | ---- |
| 580  | ↘561 | ↘556 | ↘541 | ↘527 | ↘515 |
| 2017 | 2018 | 2019 | 2020 | 2021 |      |
| ↘499 | ↘498 | ↘486 | ↘483 | ↘481 |      |